# طوفان سفید (فیلم ۲۰۱۳)
طوفان سفید که قبلاً با نام جنگ جنسیتی شناخته می‌شد. (به چینی: 掃毒) یک فیلم جنایی و اکشن محصول سال ۲۰۱۳ سینمای هنگ کنگ به کارگردانی بنی چان با بازی شان لائو، لوئیس کو، ویتایا پانسینگام و نیک چیانگ است. این فیلم اولین نمایش جهانی خود را در جشنواره فیلم آسیایی هنگ کنگ در ۲۵ اکتبر ۲۰۱۳ داشت.

## داستان
در عملیات خطرناکی که در هنگ کنگ بر علیه گروهی از مافیای مواد مخدر انجام می‌شود تمام دوستان و گروه یا بازرس حرفه‌ای کشته می‌شوند و …

## دنباله‌ها
- طوفان سفید ۲ (۲۰۱۹)[۵]
- طوفان سفید ۳ (۲۰۲۳)